# Villalbilla (Cuenca)
Villalbilla es una localidad española, hoy día despoblada, ubicada en el término municipal de Villar de Domingo García, perteneciente a la provincia de Cuenca, en la comunidad autónoma de Castilla-La Mancha.

## Toponimia
El nombre de la localidad puede encontrarse referido con las grafías Villalvilla y Villalbilla.

## Historia
A mediados del siglo XIX, la villa, por entonces con ayuntamiento propio, tenía contabilizada una población de 64 habitantes. Aparece descrita en el decimosexto volumen del Diccionario geográfico-estadístico-histórico de España y sus posesiones de Ultramar de Pascual Madoz de la siguiente manera:

VILLALVILLA: v. con ayunt. en la prov., dióc. y part. jud. de Cuenca (4 leg.), aud. terr. de Albacete y c. g. de Castilla la Nueva (Madrid): sit. en una altura y en terreno yesoso, con clima frio, bien ventilado y poco propenso á enfermedades. Consta de 20 casas dispersas y sin formar calles; para surtido del vecindario hay una fuente de mala agua; la igl. parr., aneja de la de Villar de Domingo García, está servida por un teniente. El térm. confina por N. con el de Bascuñana; E. Sacedoncillo; S. Culebras, y O. Villar de Domingo Garcia. Su terreno es llano y medianamente productivo. Los caminos son locales y en mal estado. prod.: trigo, cebada, centeno, garbanzos, guijas y algun vino; se cria ganado lanar y cabrio, y caza de liebres, perdices y conejos. ind.: la agrícola. comercio: la venta del sobrante de sus prod. pobl.: 16 vec, 64 almas. cap. prod.: 350,220 rs. imp.: 17,511.
(Madoz, 1850, p. 176)

El municipio de Villalvilla desapareció hacia la década de 1850, al ser incorporado al término municipal de Villar de Domingo García. La localidad es un despoblado.